# Главная аптека
Главная аптека в Москве — учреждение здравоохранения, образованное Петром I из Аптекарского приказа.

## История

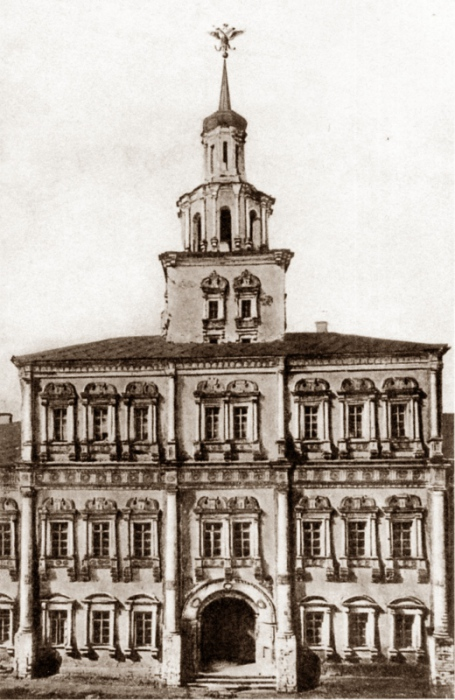
Фотография здания Земского приказа (1860 год), где размещалась Главная аптека

В 1700—1744 годах располагалась в здании московской ратуши на Красной площади. Приблизительно с 1737 года и до 1791 года она размещалась в бывшей усадьбе адмирала Ф. М. Апраксина на Моховой улице. Кроме этого, ещё с XVII века аптеке принадлежал Аптекарский сад — участок земли на берегу Неглинной выше Боровицкого моста.
В обязанности Главной аптеки входила не только продажа лекарственных препаратов населению, но и закупка лекарств за границей и снабжение ими аптек в других городах (Санкт-Петербург, Тобольск). В обязанности Главной аптеки входило также снабжение лекарственными средствами подразделений действующей армии.
Для аптеки в Китае была заказана специальная фарфоровая посуда с государственными гербами и вензелями Петра I (сохранилась в собрании Исторического музея).
Помещения аптеки в ратуше были по достоинству оценены современниками: Голландец Корнелис де Брюйн упомянул о расписанных красками интерьерах аптеки, о существовании при ней «кладовой лекарственных трав, лаборатории, библиотеки, помещений для доктора и аптекаря». Похвальный отзыв об аптеке оставил датский посол Юст Юль, посетивший аптеку в 1710 году: 

Она поистине может считаться одной из лучших аптек в мире как в смысле обширности комнаты, так и в отношении снадобий, царствующего в ней порядка и изящества кувшинов для лекарств.